# Bernardo Zenale

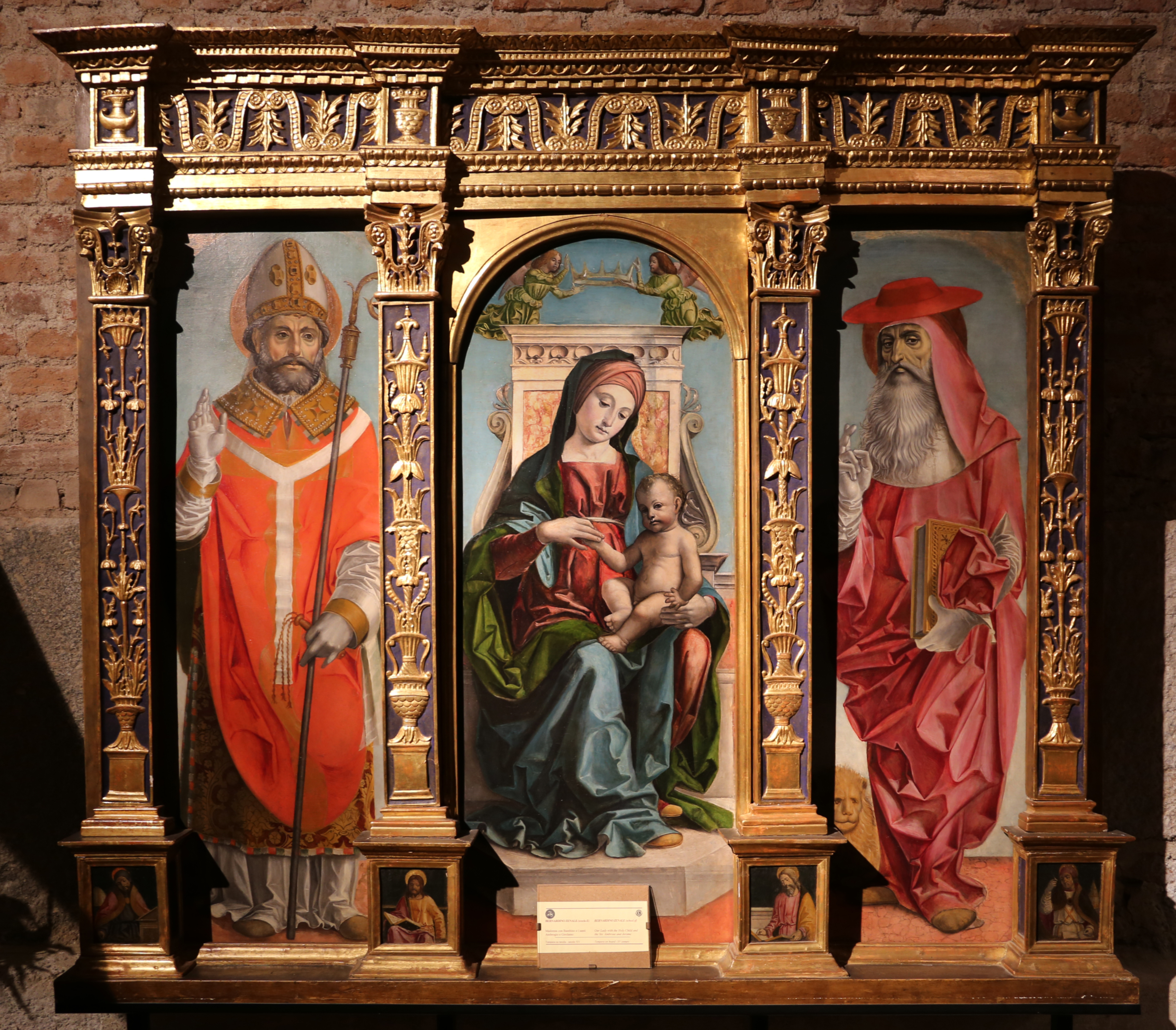
Madonna e Santi.

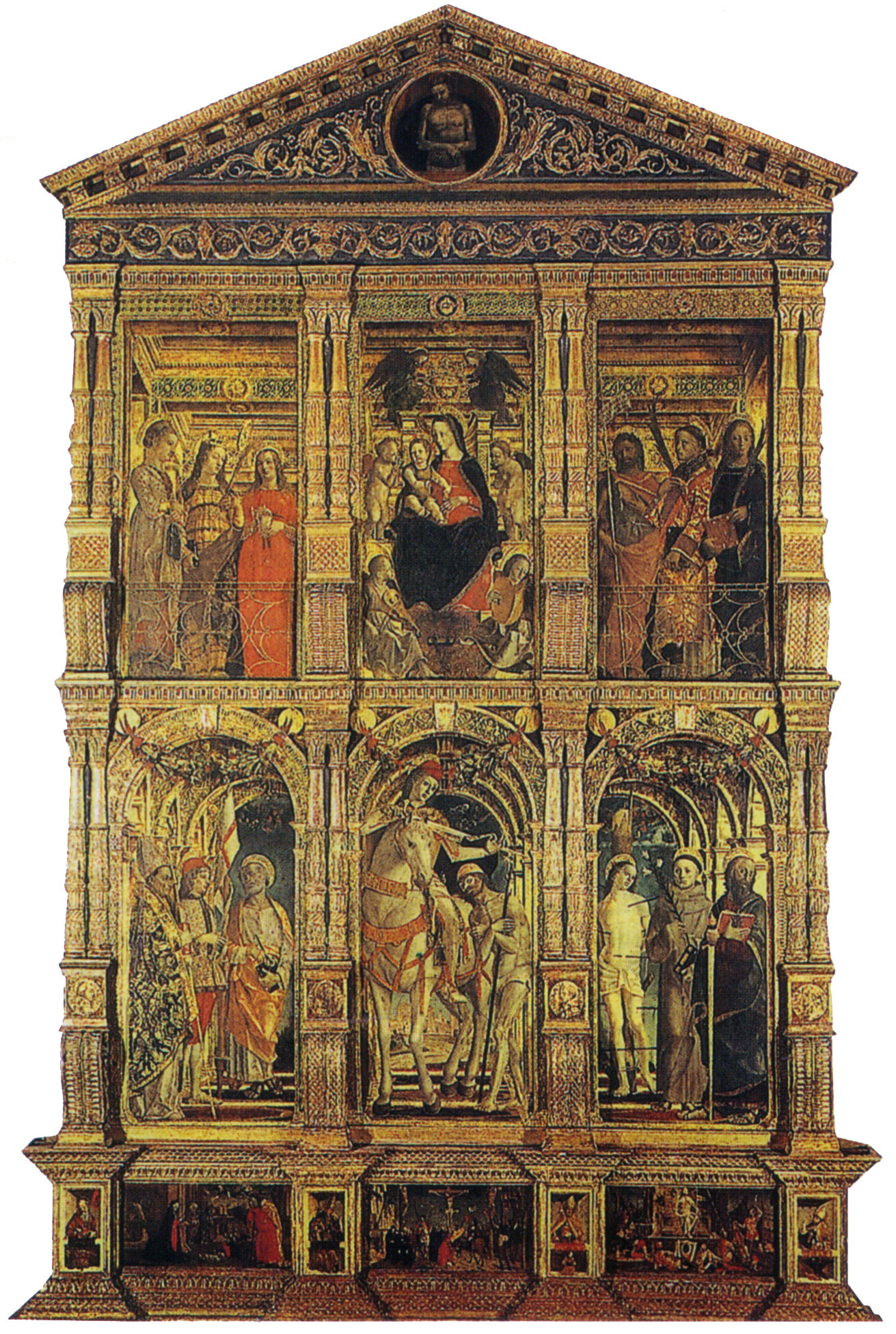
Polittico di San Martino, 1481-1485

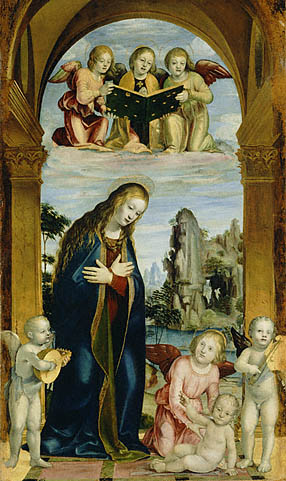
Adorazione del Bambino, Los Angeles, Getty Museum (dal polittico di Cantù)

Bernardo Zenale, o Bernardino da Treviglio (Treviglio, 1463/1468 – Milano, 10 febbraio 1526), è stato un pittore e architetto italiano.

## Biografia e opere
Nacque a Treviglio figlio di Martino come documentano gli atti che indicano le sue origini bergamasche: “Bernardus de Zenaliis da Treviglio”. A ricordo del padre chiese di essere sepolto alla sua morte, nella cappella di san Martino della chiesa milanese di Santa Maria delle Grazie, dove risulta fosse monaco il fratello Giordano, mentre la figlia Maria Lucrezia divenne monaca domenicana del monastero di San Lazzaro. Si conserva l'atto di dote della giovane del 1516, di cui fu testimone Bernardino Luini.
Documentato nella confraternita dei pittori milanesi fin dal 1481, città che lo vide presente per più di quarant'anni, Zenale firmò nel 1485 il monumentale Polittico di San Martino per la chiesa di San Martino e Santa Maria Assunta a Treviglio, dal rigoroso impianto prospettico, insieme al conterraneo Bernardino Butinone. L'opera fu definita da Roberto Longhi: la più lucida struttura spaziale che ci abbia dato la seconda metà del Quattrocento in Lombardia. Sicuramente la conterraneità favorì il rapporto tra i due artisti che collaborarono almeno per un decennio.
Partecipò poi, accanto a Jacopino de Mottis, con il quale condivise l'affitto di un locale presso la chiesa di San Giovanni in Laterano dal 1487, alla decorazione della prima cappella a destra e la terza a sinistra compreso parti della volta centrale della Certosa di Pavia, e proprio in questo periodo collaborò anche con Ambrogio da Fossano; la Madonna del latte del Bergognone conservata nella pinacoteca dell'Accademia Carrara mostra la volontà dell'artista fossanese di esibirsi in un omaggio allo Zenale nella raffigurazione del volto della Vergine.
 

Fu poi ingaggiato da Ludovico il Moro (nel 1490) per decorare una sala del Castello Sforzesco di Milano. Sempre insieme a Bernardino Butinone, Zenale affrescò le solenni Storie di Sant'Ambrogio nella cappella Grifi della chiesa milanese di San Pietro in Gessate che godeva del giuspatronato di Ambrogio Grifi, importante medico degli Sforza dopo che sfumarono gli accordi con i pittori Vincenzo Foppa, e Troso da Monza. Il lavoro prevedeva una serie di pitture che raccontavano la vita del santo in ventotto o trenta “capitoli”, ma questa forma di pittura che chiedeva il ripetersi dei medesimi personaggi più volte era fortemente biasimata da Leonardo a Vinci che scrisse sul manoscritto «Codice B» del 1490-1492: 
(Capitolo B − Leonardo da Vinci)
Malgrado sia difficile conoscere quali siano i contatti che avvicinarono lo Zenale e il Butinone a Leonardo, i due artisti seguirono le sue nuove norme.
Allo scadere del nuovo secolo Zenale sembra affrancarsi dallo stile espressionista, simile all'arte del rinascimento ferrarese, di Bernardino Butinone; nelle sue opere del 1500 circa cominciano infatti a trasparire notevoli influssi dell'arte di Leonardo da Vinci, rielaborati in una versione personalissima, come è evidente nel polittico dipinto per la confraternita dell'Immacolata Concezione di Cantù (1502; diviso tra il Jean Paul Getty Museum di Los Angeles, il Museo Bagatti Valsecchi e il Museo Poldi Pezzoli di Milano). In questi anni si nota anche una certa vicinanza con lo stile di Bernardino Luini; diverse opere come la Pala Busti e la monumentale Annunciazione (entrambe alla Pinacoteca di Brera) mostrano una tale compresenza degli stilemi dei due pittori da far sospendere il giudizio sulla loro paternità (non escludendo l'ipotesi di una collaborazione dei due artisti).
Nella chiesa di Sant'Andrea a Melzo, Zenale realizzò con Butinone il trittico dell'Immacolata Concezione con gli offerenti santa Caterina d'Alessandria a destra e a sinistra san Girolamo.
Va ricordata anche la sua presenza a Brescia, con la bellissima Deposizione della cappella del Santissimo Sacramento nella chiesa di San Giovanni Evangelista (1509), che costituirà un testo fondamentale per gli sviluppi della pittura locale (Altobello Melone e Girolamo Romanino).
Nel 1510 Zenale dipinge la pala con la Madonna col Bambino tra i santi Ambrogio e Gerolamo, conservato al museo di Denver ma originariamente ospitato nella chiesa di San Francesco a Milano, a questi anni dovrebbe risalire anche la bella Circoncisione – pala Lampugnani – conservato al museo del Louvre. Nel 1522 prende il posto di Giovanni Antonio Amadeo come architetto della fabbrica del duomo, dopo avere curato, qualche anno prima, la realizzazione del grande modello ligneo conservato nel museo della cattedrale.
Giovan Paolo Lomazzo, che aveva potuto vedere diverse opere poi perdute, ne ricorda la grande perizia negli scorci e nella prospettiva, citando anche un suo trattato sull'argomento, irrintracciabile.
Il documento che riporta la morte dell'artista fu redatto da Benedetto Bellabuco il quale ne indicò anche le qualifiche: “architectus singularissumus”, a riconoscimento della carica di architetto per la fabbrica del duomo di Milano, come sostituto di Giovanni Antonio Amadeo, ricoperta negli ultimi anni della sua vita. Il documento indica che l'artista soffriva di calcoli renali: “lapide affectus”, ma che aveva raggiunto i novanta anni d'età. L'età risulta essere errata avendo l'artista indicato nel 1498 di avere soli trent'anni.

## Opere
- Madonna, sant'Ambrogio e san Girolamo, Milano, Basilica di Sant'Ambrogio - Tesoro, 1494
- Polittico di San Martino (con Bernardino Butinone), 1485-1505, tempera su tavola, 594×363 cm, Treviglio, basilica di San Martino e Santa Maria Assunta
- Madonna col Bambino in trono e donatori, santa Caterina d'Alessandria e santi Giovanni Battista, Pietro e Antonio da Padova,  trittico, Pinacoteca Ambrosiana, Milano
- Storie di sant'Ambrogio, affreschi, cappella Grifi della chiesa milanese di San Pietro in Gessate. 1489-1493
- San Lodovico di Tolosa e san Bonaventura,  Pinacoteca Ambrosiana, Milano, 1490
- Madonna col Bambino tra santa Maria Maddalena e Caterina d'Alessandria, Musei Civici di Pavia[9].
- Martirio di santa Caterina, Milano, Pinacoteca del Castello Sforzesco
- Presentazione di Gesù al Tempio, Gemäldegalerie, Berlino
- Madonna del latte, Accademia Carrara, Bergamo, 1500-1505[10]
- Madonna con il Bambino, Accademia Carrara, Bergamo, 1500-1505
- Madonna col Bambino in trono, Galleria nazionale, Parma, primo decennio del XVI secolo
- San Pietro Apostolo, Birmingham Museum of Art, Alabama[11], 1510-1512 circa
- Deposizione di Cristo, 1509, olio su tavola, Brescia, chiesa di San Giovanni Evangelista.
- Madonna col Bambino tra i santi Ambrogio e Gerolamo, Denver Art Museum, dalla chiesa di San Francesco Grande a Milano[12], 1510
- San Lodvico di Tolosa e santo diacono, (attribuita), Detroit Institute of Arts[13]
- San Giovanni Battista, San Vittore (attribuita), parti di un polittico di cui si ignora la provenienza, Musée de Grenoble
- Cristo schernito, Collezione Borromeo dell'Isola Bella
- Flagellazione, Milano, Pinacoteca del Castello Sforzesco
- Circoncisione con il donatore fra Jacopo Lampugnani, trittico, Louvre, dalla chiesa milanese di Santa Maria della Canonica degli Umiliati in Porta Nuova
- Polittico del convento dei francescani (Cantù, Como)[14]
  - Adorazione del Bambino, Los Angeles, Getty Museum
  - Santi Francesco e Giovanni Battista, Museo Bagatti Valsecchi, Milano[15]
  - Santi Stefano e Antonio da Padova, Museo Poldi Pezzoli, Milano
- Polittico di Sant'Anna, 1490 circa, olio su tavola
  - San Michele arcangelo, 115x51 cm, Firenze, Collezione Contini Bonacossi
  - Madonna col Bambino e santi, 129x63 cm, Lawrence (Kansas), Spencer Museum of Art
  - San Guglielmo da Vercelli e un monaco cistercense, 113x50 cm, Firenze, Collezione Contini Bonacossi
- Madonna con il Bambino e due angeli, Pinacoteca di Brera, Milano[16]
- Santi e Sante Domenicani, affreschi, Santa Maria delle Grazie, Milano
- Madonna con Bambino, i Santi Giacomo e Filippo e la famiglia di Antonio Busti, detta Pala Busti, dalla chiesa di Chiesa di Santa Maria in Brera, Pinacoteca di Brera, Milano[17]
- Annunciazione, dalla chiesa milanese di Santa Marta, Pinacoteca di Brera, Milano 1523
- Affreschi della chiesa di San Bernardino a Caravaggio; con Bernardino Butinone
- S. Antonio Abate, (attribuita), olio su tavola, chiesa di S. Antonio a Malavedo, Lecco